# Конверсія (психологія)
Конверсія — процес перетворення, трансформації психічного конфлікту в фізичний симптом (синдром).
При цьому цей симптом являє собою замаскований мотив задоволеності або виконання бажань, або, що частіше — гальмування мотиву задоволеності чи виконання бажань, або обох одразу.
Конверсії виступають як сенсорні порушення (порушення чутливості) при істерії і парестезії, можуть виглядати як судорожні припадки мотиваційні паралічі в сильному регресивному стані як прегенітальні конверсійні неврози.
На відміну від психосоматичних захворювань, які не мають для хворих ніякого «сенсу», конверсії здаються хворим «корисними», вони начебто слугують суб'єктивним «цілям».
Існують також чимало інших трактувань цього поняття як в психіатрії, так і в психоаналізі.